# Monte Rothorn
Il Monte Rothorn (3.152 m s.l.m. - chiamato anche Bläch o Ròthòre in titsch) è una montagna delle Alpi Pennine che si trova in Valle d'Aosta.

## Toponimo

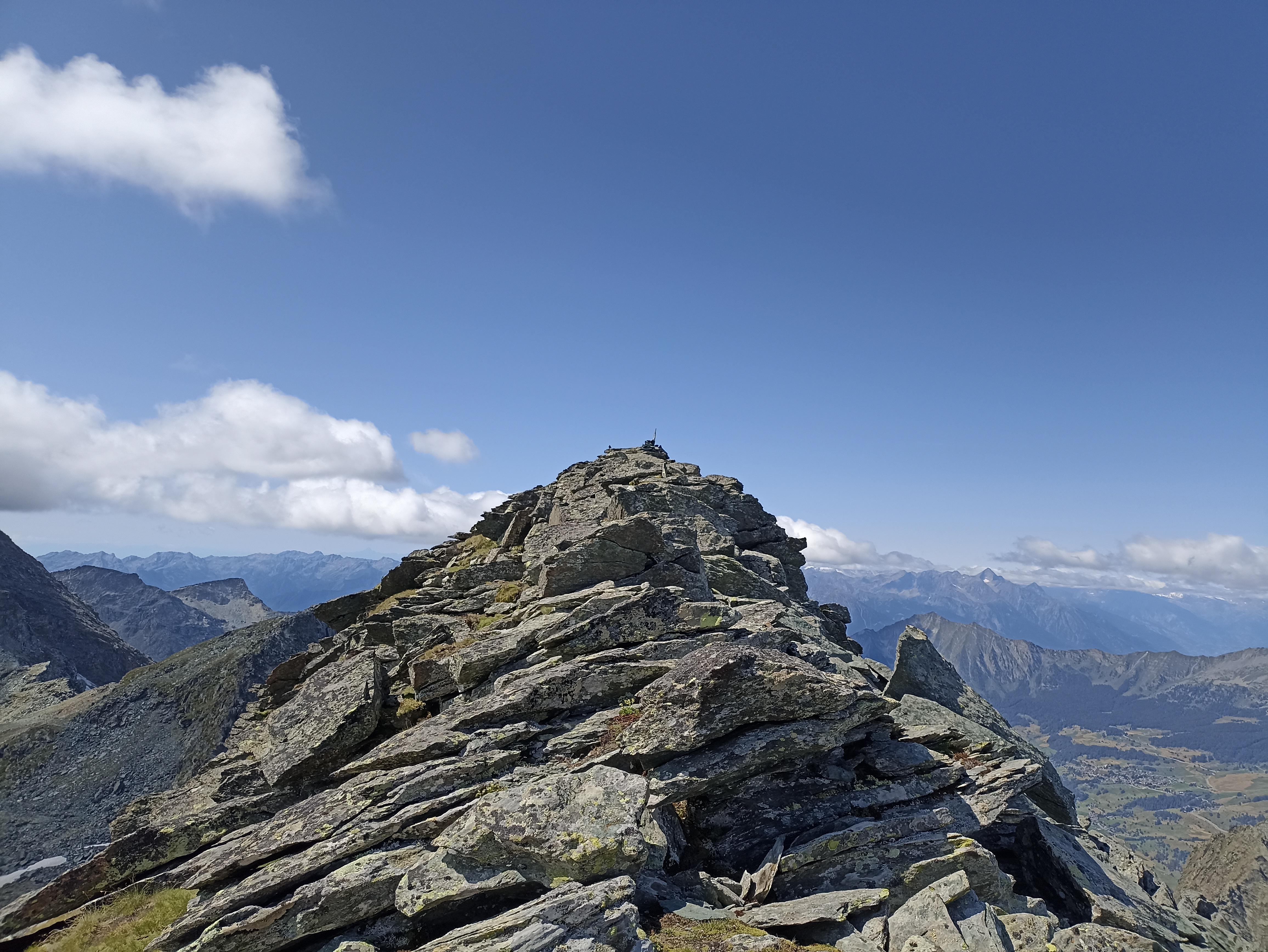
La vetta della montagna vista dalla parte sommitale della sua cresta est.

Il toponimo in tedesco e in titsch significa in italiano corno rosso.

## Descrizione

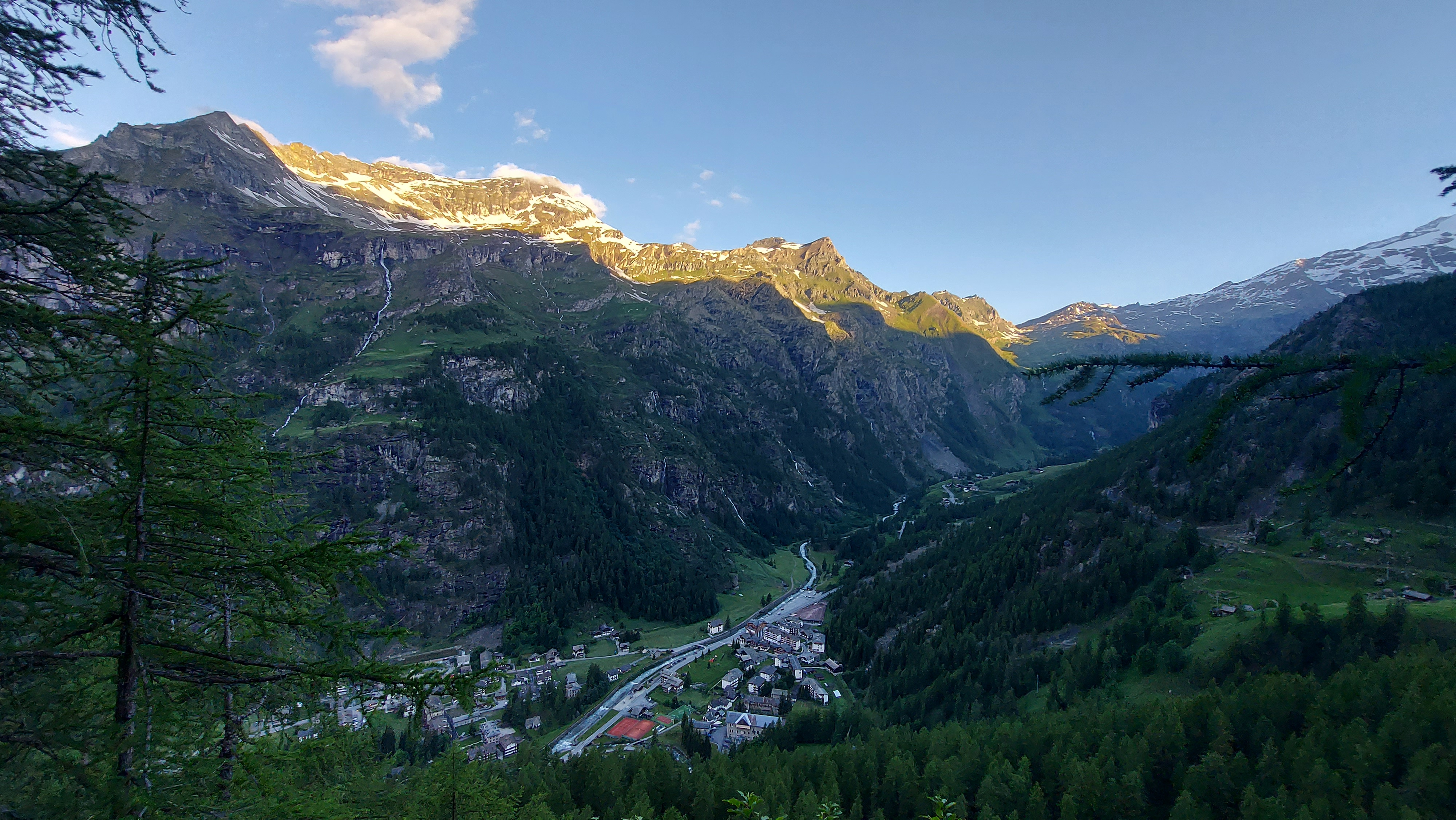
Il monte Rothorn ed il Piccolo Rothorn al centro della foto. Sulla sinistra la Testa Grigia In basso il paese di Gressoney-La-Trinité.

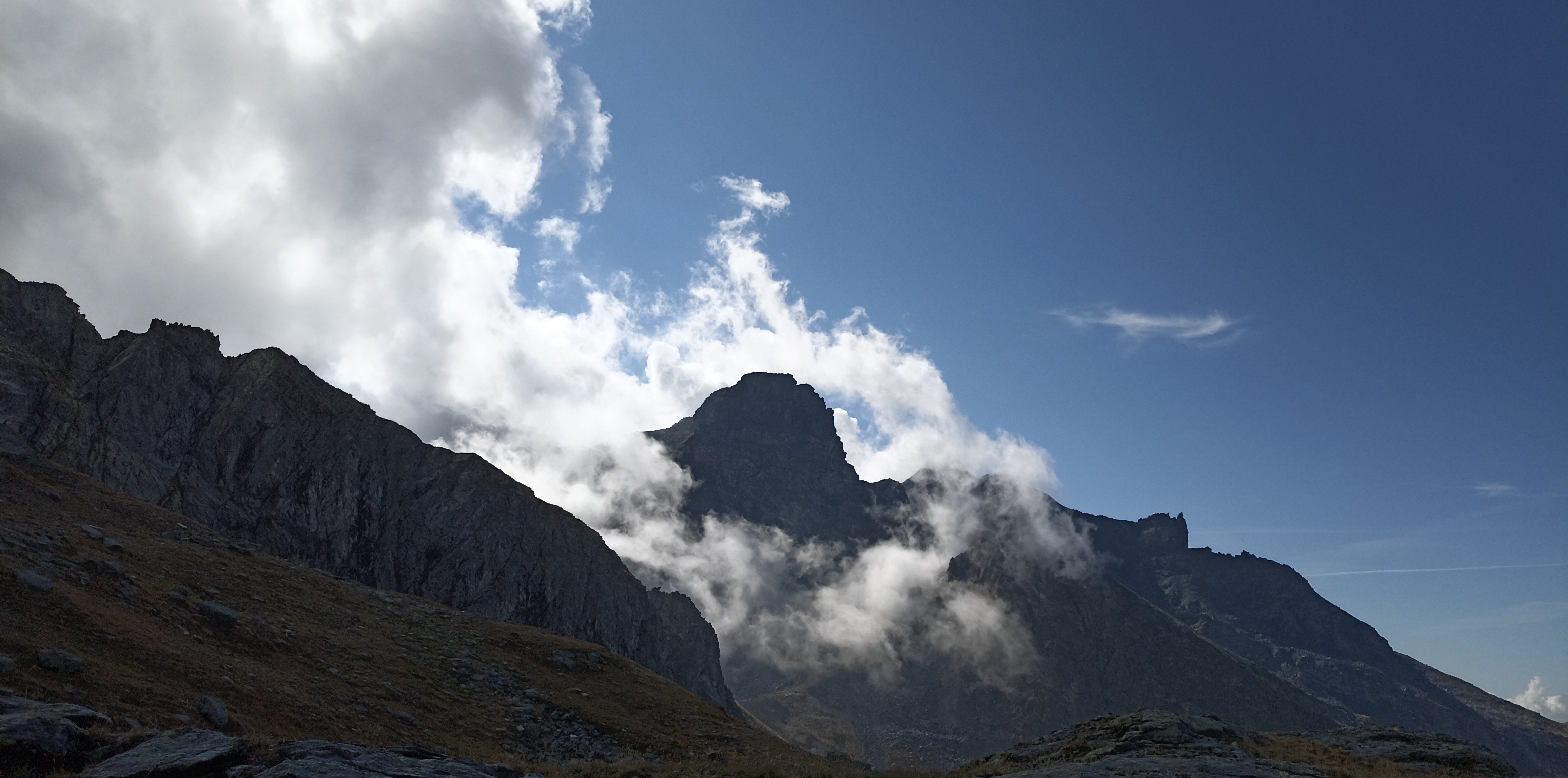
Il monte visto da nord al mattino mentre spunta dalla nebbia.

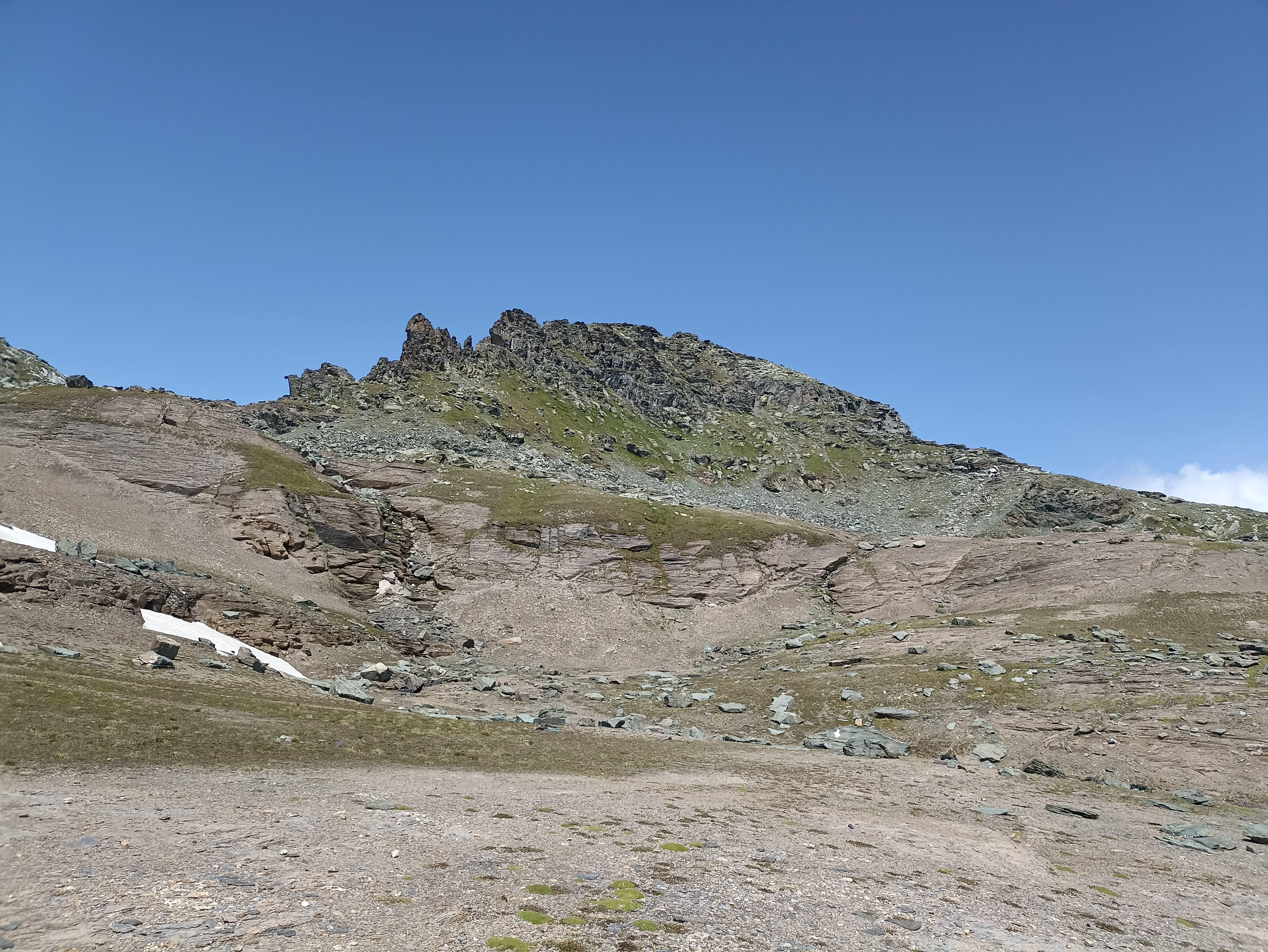
La montagna vista da sud-est versante valle del Lys.

Si situa lungo lo spartiacque tra la val d'Ayas e la valle del Lys, poco più a nord della più alta Testa Grigia. Più ad est, fuori dallo spartiacque e più in basso sorge il Piccolo Rothorn (3.025 m). Dal versante della val d'Ayas la montagna si presenta molto impervia; ugualmente impervio è il versante nord sopra il colle del Rothorn mentre più dolce è il pendio verso la valle del Lys.
La montagna vanta una prima salita ad opera di Horace-Bénédict de Saussure e risalente al 10 agosto 1789.

## Accesso
La via normale di salita si sviluppa sul versante della valle del Lys e percorrendo la cresta est. In particolare si parte da Gressoney-La-Trinité e seguendo il segnavia n. 10 si sale subito rapidamente nel bosco. Superata la parte boschiva si raggiunge l'alpeggio Hockene Stei. Una balza rocciosa è superabile con l'aiuto di alcune corde fisse. Si arriva così nel pianoro superiore che era ricoperto da ghiacciaio e si raggiunge il colletto tra il Rothorn ed il Piccolo Rothorn. La vetta la si raggiunge tramite la cresta est superando alcune balze con passaggi di facile arrampicata.